# Valerij Rožděstvenskij
Valerij Iljič Rožděstvenskij, rusky Рождественский, Валерий Ильйич, (13. února 1939 v Leningradě, SSSR – 31. srpna 2011), byl sovětský kosmonaut ruské národnosti z lodi Sojuz 23.

## Život
Vystudoval vyšší technické učiliště vojenského námořnictva. Miloval moře a stal se potápěčem, podílel se na vyprošťování vraků lodí ze dna moře. Přesto se po několika letech odhodlal (skafandr jako skafandr, to byla jedna z jeho úvah) a přihlásil se do výcvikového střediska kosmonautů, prošel složitou etapou lékařských vyšetření a příprav a ocitl se na startu do vesmíru.
Jednalo se o Sojuz 23, startoval společně s Vjačeslavem Zudovem v říjnu 1976, ale let se oběma nováčkům nepovedl. Nepracoval systém automatického přibližování Sojuzu k orbitální stanici Saljut 5 a proto bylo řídícím střediskem rozhodnuto o předčasném návratu lodě s posádkou na Zemi po dvou dnech letu.
V oddílu kosmonautů byl veden ve funkci palubního inženýra od 28. října 1965 do 24. června 1986. Po odchodu z oddílu kosmonautů sloužil v různých funkcích ve Středisku přípravy kosmonautů, naposled od roku 1990 převzal v Hvězdném městečku 2. správu (výcvikovou). V roce 1992 byl uvolněn z ozbrojených sil, poté působil v soukromém sektoru. Byl ženatý a měl jedno dítě.
Dne 31. srpna 2011 ve věku 73 let zemřel, pochován byl ve Hvězdném městečku 2. září 2011.

## Let do vesmíru
- Sojuz 23 ( 14. října 1976 – 16. října 1976)